# National Review
 (mai 2025).
National Review (NR) est un magazine bimensuel politique américain, fondé par William F. Buckley, Jr. en 1955 à New York. Il se décrit comme le magazine d'opinion conservateur « le plus lu et le plus influent » du pays.

## Anciens auteurs
- Robert Bork
- James Burnham
- Peter Brimelow
- John Chamberlain
- Whittaker Chambers
- Robert Costa
- Ann Coulter
- John Derbyshire
- Joan Didion
- Willmoore Kendall
- Florence King
- Russell Kirk
- Frank Meyer
- Scott McConnell
- Ludwig von Mises
- Raymond Moley
- Revilo P. Oliver
- Murray Rothbard
- William A. Rusher (Herausgeber, 1957-1988)
- Steve Sailer (en)
- John Simon
- Joseph Sobran
- Allen Tate
- Ralph de Toledano
- George F. Will
- Garry Wills

### Sources primaires (NR)
1. ↑  (en) Kit média, sur nationalreview.com